# Rue Frédéric-Brunet
La rue Frédéric-Brunet est une voie du 17e arrondissement de Paris, en France.

## Situation et accès
La rue Frédéric-Brunet est une voie publique située dans le 17e arrondissement de Paris. Elle débute au 36, boulevard Bessières et se termine au 13, rue Francis-Garnier.

## Origine du nom

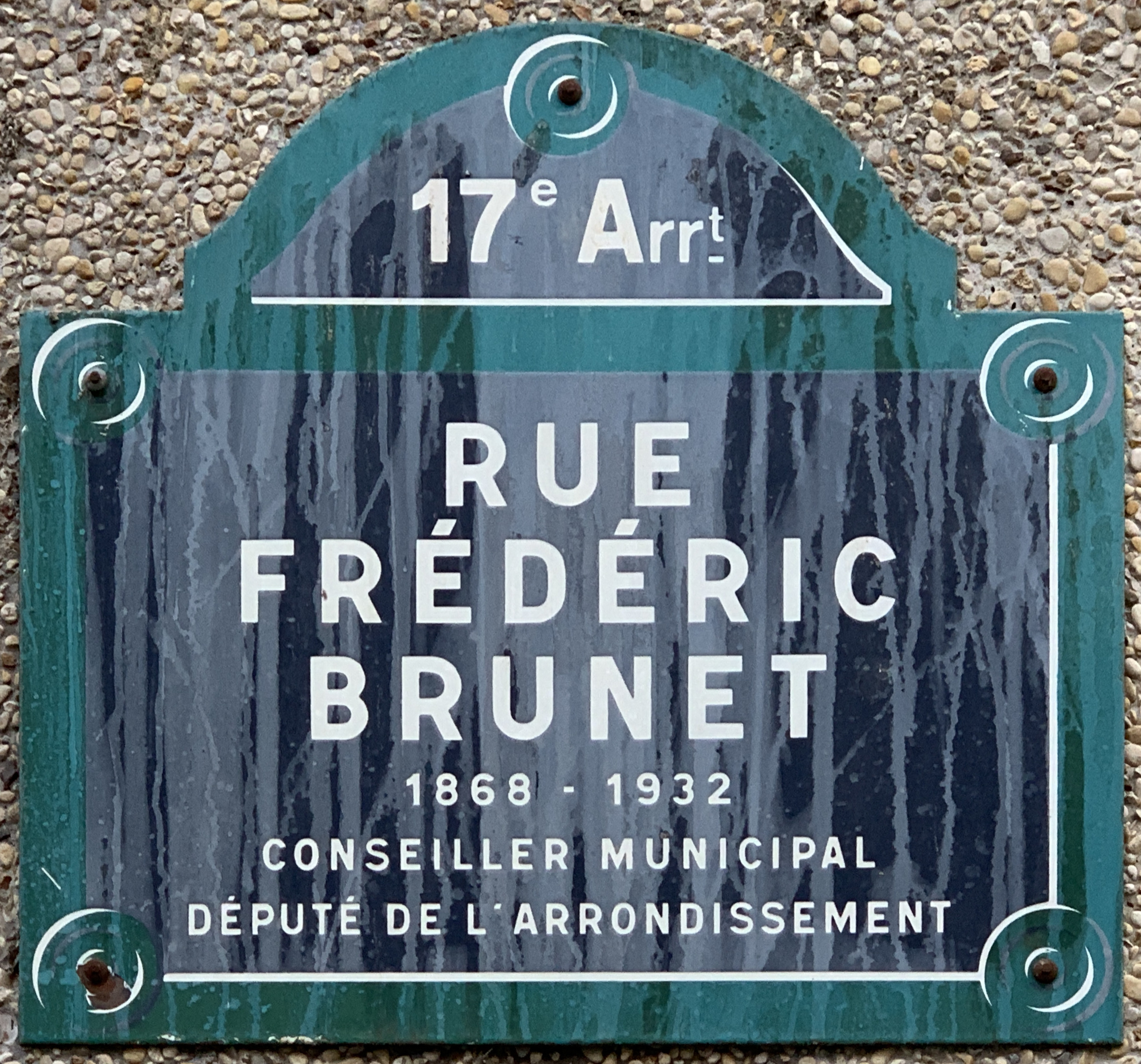
Plaque de la rue.

La rue a été nommée en l'honneur de Frédéric Brunet (1868-1932), député de l'arrondissement.

## Historique
Cette rue est ouverte et prend sa dénomination actuelle en 1932 sur l'emplacement du bastion no 40 de l'enceinte de Thiers.